# Jeskyně Sklepy pod Troskami
Jeskyně Sklepy pod Troskami este o arie protejată (arie specială de conservare — SAC, sit de importanță comunitară — SCI) din Republica Cehă întinsă pe o suprafață de 0,04 ha, integral pe uscat.

## Localizare
Centrul sitului Jeskyně Sklepy pod Troskami este situat la coordonatele 50°31′00″N 15°14′08″E / 50.516667°N 15.235556°E.

## Înființare
Situl Jeskyně Sklepy pod Troskami a fost declarat sit de importanță comunitară în aprilie 2005 pentru a proteja 1 specie de animale. Situl a fost protejat și ca arie specială de conservare în iulie 2012.

## Biodiversitate
Situată în ecoregiunea continentală, aria protejată nu include niciun habitat protejat.
La baza desemnării sitului se află o specie protejată de  mamifere: liliacul mic cu potcoavă (Rhinolophus hipposideros).